# Cartmel Fell
Cartmel Fell – wieś i civil parish w Anglii, w Kumbrii, w dystrykcie (unitary authority) Westmorland and Furness. W 2001 miejscowość liczyła 309 mieszkańców.